# Pomatorhin à long bec
Erythrogenys hypoleucos
Espèce
Statut de conservation UICN

 LC  : Préoccupation mineure
Le Pomatorhin à long bec (Erythrogenys hypoleucos) ou Timalie cimeterre, est une espèce de passereaux de la famille des Timaliidae.

## Description
Le pomatorhin à long bec mesure jusqu'à 28 cm. 

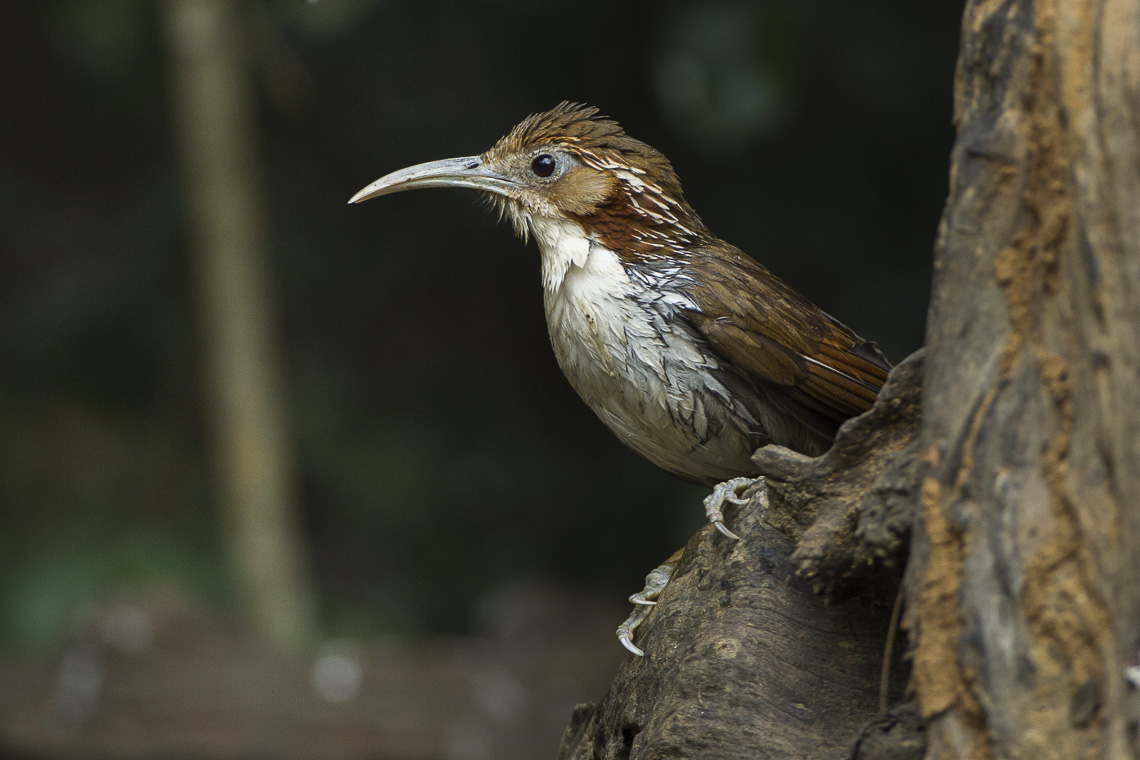
Pomatorhin à long bec, Thaïlande

Il est caractérisé par son long bec incurvé vers le bas.

## Répartition
On le trouve au Bangladesh, Birmanie,Cambodge, Chine, Inde, Laos, Malaisie, Thaïlande et Vietnam.

## Habitat
Il habite les forêts humides tropicales et subtropicales, dans les forêts à feuillage persistant et les bambous, jusqu'à 2300 m d'altitude.